# دزیره شومان
دزیره شومان (انگلیسی: Desirée Schumann؛ زادهٔ ۶ فوریهٔ ۱۹۹۰) بازیکن فوتبال اهل آلمان است.
از باشگاه‌هایی که در آن بازی کرده‌است می‌توان به باشگاه فوتبال زنان آینتراخت فرانکفورت و باشگاه فوتبال ۱.اف‌اف‌سی توربین پوتسدام اشاره کرد.
وی همچنین در تیم‌های ملی فوتبال Germany women's national youth football team، و Germany women's national youth football team، و Germany women's national youth football team، و Germany women's national youth football team، بازی کرده‌است.